# خويسه ميرين
خويسه ميرين هي بلدية بمقاطعة شمال-هولندا، هولندا.
أنشئت في عام 2016. وهي دمج للبلديات السابقة بوسوم، ماودن، وناردن.

## طوبوغرافيا
خريطة طوبوغرافية هولندية لبلدية خويسه ميرين، يونيو 2015، (تقرأ بعد ثلاث نقرات على الخريطة).